# Susanne von Loessl

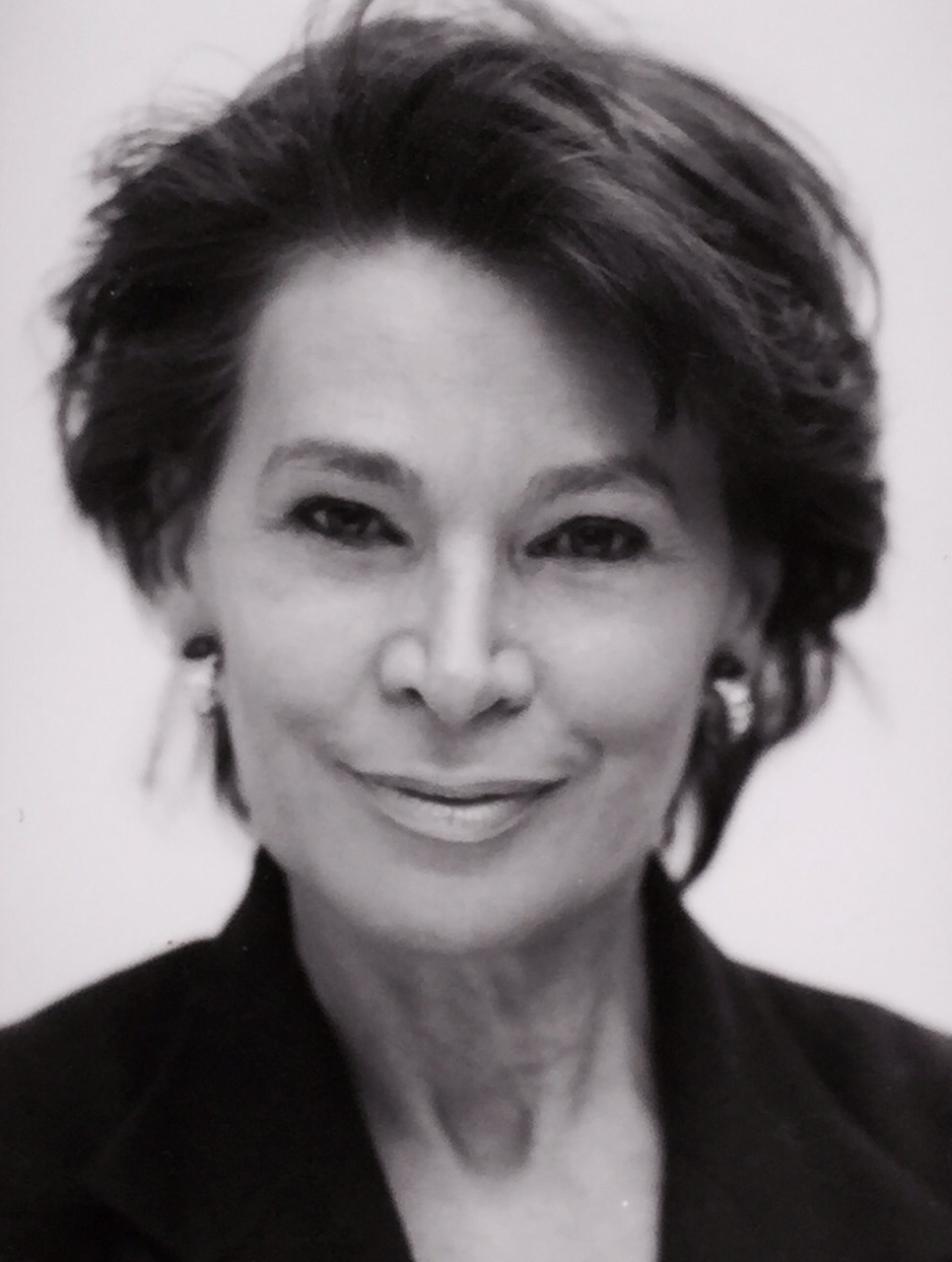
Porträt von Susanne von Loessl

Susanne von Loessl (* 1. Januar 1939 in Hamburg; † 6. Juni 2025) war eine deutsche Schauspielerin und Autorin.

## Leben

### Beruflicher Werdegang
Bei ihrem ersten Engagement als Schauspielerin war Susanne von Loessl zwei Jahre am Städtebundtheater in Hof unter der Intendanz von Horst Gnekow. Danach spielte sie u. a. in Lübeck am StadtTheater, in München in der Kleinen Freiheit und in der Komödie im Bayerischen Hof sowie in Hamburg im Theater im Park und in der Hamburger Komödie. Alleine die Aufführung "Eine Frau beginnt mit Vierzig" gab sie über 700 mal in Hamburg, Hannover und München. Weitere Tourneen u. a. mit "Draußen vor der Tür", "Rebecca", "Gottes vergessene Kinder" und "Columbo: Mord auf Rezept". Ihre favorisierten Theaterrollen: Sarah Bernardt in dem Zweipersonenstück "Memoiren" von John Murell, Ilse in "Frühlings Erwachen" von Wedekind, Theresia Tallien in "Der öffentliche Abkläger" von F. Hochwälder, Mrs. Denevers in "Rebecca" von D. du Maurier und Fräulein Kost im Musical "Cabaret".
Neben ihren Schauspiel-Rollen begann Susanne von Loessl auch selbst zu inszenieren und Regie zu führen. So führte sie Regie im Hamburger Kellertheater für folgende Aufführungen: Jean Cocteau: "Taschentheater", Märta Tikkanen: "Der Schatten unter dem du lebst" sowie die eigene Komödie Tournée, Tournée.
Zusätzlich zu ihren Theaterengagements übernahm sie diverse Fernseh-Rollen u. a. in Tatort (Regie Jürgen Roland), SOKO 5113, Peter Strohm, Geschwister Opperman (Regie Egon Monk), Der Landarzt, Der Blinde Richter (Regie Vojtěch Jasný), Der Fragebogen (Regie: Ernst Busch) und Heimatgeschichten. Außerdem wirkte sie in verschiedenen Hörspiel- und Hörbuch-produktionen als Sprecherin mit u. a. in den Serien Die drei ??? oder Ein Fall für TKKG sowie aller ihrer eigenen Romane. Sie drehte Fernsehfeatures u. a. für Peter Otto, Peter von Zahn und Pierre Absi für ARD und ZDF.
1994 veröffentlichte sie mit Mal Cashmere, mal Persil ihren ersten Roman beim Münchner Verlag Langen Müller.

## Privatleben
Susanne von Loessl wurde in Hamburg geboren und war mit dem im Oktober 2005 verstorbenen Schauspielkollegen Franz Rudnick verheiratet.
Sie schrieb als freie Autorin für Magazine, hielt Lesungen und arbeitete an einem sechsten Roman sowie an einem Kinderbuch. Sie hatte fünf Kinder und lebte nach langen Jahren in München zuletzt wieder in Hamburg. Am 6. Juni 2025 starb sie im Alter von 86 Jahren.

## Werke

### Romane & Hörbücher
- Mal Cashmere, mal Persil. Roman. Langen Müller, München 1994, ISBN 3-7844-2486-4. (Hörbuch, gelesen von Susanne von Loessel: RADIOROPA Hörbuch, Daun, ISBN 978-3-8368-0293-2, 2008)
- Kaviar und Gummibärchen. Roman. Langen Müller, München 1996, ISBN 3-7844-2543-7.
- Mami hat 'nen Freund, was machen wir mit Papi? Roman. Bastei Lübbe, Köln 1997, ISBN 3-404-12673-4. (Hörbuch, gelesen von Susanne von Loessel: RADIOROPA Hörbuch, Daun, ISBN 978-3-8368-0356-4, 2008)
- Besser Secondhand als 2. Wahl. Roman. Langen Müller, München. (Hörbuch, gelesen von Susanne von Loessel: RADIOROPA Hörbuch, Daun, ISBN 978-3-86667-634-3, 2006)
- In jeder Ente steckt ein Schwan. Roman. Langen Müller, München 2000. (Hörbuch, gelesen von Susanne von Loessel: RADIOROPA Hörbuch, Daun, ISBN 978-3-86667-823-1, 2007)

### Drehbücher
- Heimatgeschichten, Alte Liebe. ARD.

### Bühnenstücke
- Tournée Tournée. Verlag Ahn und Simrock, Köln. (Premieren 2008, Köln)